# Fitri
Fitri – jezioro w Czadzie, leżące ok. 300 km na wschód od Ndżameny i ok. 100 km na zachód od miasta Ati, w regionie Batha. 
Powierzchnia jeziora wynosi przeciętnie ok. 50 tys. ha, jednak podczas wilgotnych lat może się on zwiększyć trzykrotnie. Natomiast podczas wyjątkowo suchych lat jezioro wysycha niemal całkowicie, jak działo się to na początku XX w. oraz podczas suszy przypadającej na lata 1984–1985. Jezioro Fitri jest względnie płytkie. Zasilane jest ono wodami z opadów sezonowych, obszar zlewni obejmuje ok. 70 tys. km². Największą rzeką wpadającą do jeziora Fitri jest Batha (Bahr el Batha), niosąca wody z wyżyny Wadaj na zachód.
Podobnie jak jezioro Czad, również Fitri ma obecnie mniejszą powierzchnię, niż w przeszłości. Jezioro Fitri zostało objęte konwencją ramsarską w 1990 wraz z otaczającymi jezioro terenami wodno-błotnymi. 
Jezioro jest wykorzystywane gospodarczo jako zbiornik wody pitnej dla zamieszkującej okolicę ludności oraz zwierząt hodowlanych, ma także duże znaczenie dla rybołówstwa i przemysłu rybnego, dostarczając rocznie ok. 3 tys. ton ryb.